# Семичный (Ростовская область)
Семичный — хутор в Дубовском районе Ростовской области.
Административный центр Семичанского сельского поселения.

## География
Хутор находится на водоразделе между балками Семичная и Яблочная, на расстоянии 19 км к северо-востоку от села Дубовское, административного центра района.

### Климат
Тип климата (согласно классификации климатов Кёппена) — влажный континентальный с жарким летом (Dfa). Норма осадков — 395 мм. Среднегодовая температура воздуха — 8,8 °C.

## История
Хутор образован в 1906 году под названием Комиссаров при полустанции Семичной Тихорецко-Царицынской ветки Владикавказской железной дороги на основании ходатайства Нижне-Курмоярского станичного общества. В 1963 году переименован в Семичный.

## Население
| 2002 |
| ---- |
| 1028 |

| 1989 | 2002  | 2010 |
| ---- | ----- | ---- |
| 1048 | ↘1028 | ↘934 |

## Улицы
| - ул. Вокзальная, - ул. Гагарина, - ул. Железнодорожная, - ул. Ленина, | - ул. Луговая, - ул. Мира, - ул. Молодёжная, - ул. Новосёлов, | - ул. Октября, - ул. Первомайская, - ул. Пролетарская, - пер. Пругловский, | - ул. Степная, - ул. Центральная, - ул. Чкалова, - ул. Энгельса. |

## Инфраструктура
На хуторе функционирует школа.

## Достопримечательности
На хуторе находится Братская могила советских воинов, погибших в Великой Отечественной войне.